# Club político
Club político es un tipo de club que implica la organización política de sus miembros y su lealtad.

## Inglaterra victoriana

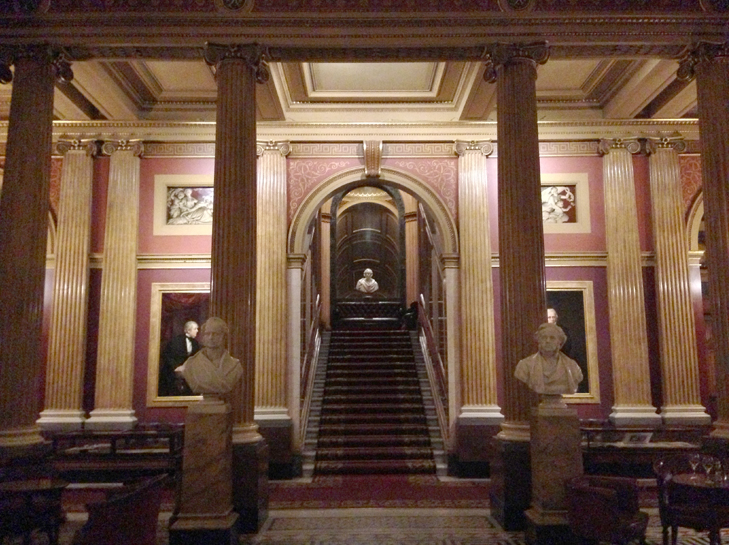
El salón italianizante del Reform Club.

En la era victoriana la denominación political club era paralela a la de political party. Los parlamentarios debían declarar públicamente su pertenencia tanto a un club como a un partido político (el whig -liberal- o el tory -conservador-). Para una fuente actual, los clubes políticos más notables que existían eran el Brooks's y el Reform Club, ambos caracterizados por su tendencia liberal; mientras que una fuente de la época (Joseph Hatton, en 1890) apreciaba una mayor capacidad de los conservadores para fundar clubes: el Carlton Club, el Conservative Club, el City Carlton Club, el Constitutional Club, el Junior Carlton Club, el National Club, el City Conservative Club, el St. Stephen's Club o el Beaconsfield Club; mientras que lista entre los liberales, además del Reform y el Brooks's, únicamente cuatro más: el Devonshire Club, el City Liberal Club, el Cobden Club y el National Liberal Club. Atribuye esa fuente la diferencia a la mayor riqueza (basada en la propiedad territorial y a la herencia de familias con mayor tradición en la gestión patrimonial) y a la menor conflictividad faccional que atribuye a los conservadores frente a los liberales. Concretamente, el Carlton se convirtió virtualmente en el cuartel general del partido para tratar cuestiones electorales en 1832, porque la casa de Joseph Planta (que hasta entonces se venía utilizando a esos efectos) se había quedado demasiado pequeña. A finales de marzo de ese año, quinientos miembros pagaban una cuota anual de diez libras. Un año más tarde llegaron a ser ochocientos. En cada una de las circunscripciones se crearon sedes locales, manteniendo en el Carlton Club las listas de candidatos que se les enviaban cuando esas asociaciones lo solicitaban.
Además de estos, existían en la época unos doscientos clubes londinenes con distintos enfoques (científicos, literarios, artísticos, literarios, de viajeros, de militares, etc.), la mayor parte de ellos localizados en la zona llamada Clubland entre St. James's Street y el Pall Mall. A comienzos del siglo XX (en el periodo entre la guerra de los boers y la Primera Guerra Mundial) comenzó a minarse el protagonismo de los clubes en la vida política, junto a otros cambios que en parte eran generacionales.
Es significativo que Julio Verne eligiera en una de sus novelas uno de estos clubes ("Phileas Fogg era miembro del Reform-Club, y nada más") para ambientar la apuesta extravagante (pero muy adecuada a lo tecnificado e imperialista de la época) que lleva a dar La vuelta al mundo en ochenta días (1872); y en otra se inventara un club ficticio (el Gun-Club de Baltimore) para ambientar paródicamente la mucho más violenta actividad de los ingenieros estadounidenses en De la Tierra a la Luna (1865).

## España delsigloXIX
En la España del siglo XIX existió la institución similar de las sociedades patrióticas, formadas durante el Trienio Liberal (1820-1823) y disueltas en la Década Ominosa (1823-1833).
Desde el reinado de Isabel II la vida social, política y cultural de la élite madrileña se centró en dos "espacios de sociabilidad" rivales: el Ateneo (fundado en 1835, con una orientación más cercana a los progresistas) y el Casino (fundado en 1836, con una orientación más cercana a los moderados); otra también importante inicialmente, el Liceo, tuvo una vida más breve (1837-1851).
Son muy significativas las descripciones literarias que de tertulias y reuniones políticas (en cafés, teatros, salones, logias masónicas, etc., "enclaves cronotípicos" que en varias ocasiones explícitamente denomina como "club") hizo Benito Pérez Galdós en muchas de sus obras, especialmente en los Episodios nacionales (1872-1912). La vida política y social de provincias es reflejada por Leopoldo Alas "Clarín" en La Regenta (1884-1885), donde queda evidente la permeabilidad entre los partidos "dinásticos" de la Restauración (el liberal de Sagasta y el conservador de Cánovas), el predominio de las relaciones sociales y el clientelismo político (lo que Joaquín Costa denominó "caciquismo").

## Italia delsigloXIX
Tras la revolución de 1830, el gobierno del Ducado de Parma cerró el "club de lectura" de Piacenza (1831) para controlar la deriva política de los elementos más dinámicos de las élites locales, que no se limitaban al estudio de ideas económicas y técnicas agrícolas (objeto inicial de tal institución). En el reino del Piamonte Cavour fundó la Società del Whist (1841) en un café de Turín, club que sirvió como espacio de encuentro político en el contexto del Risorgimento. La significación política alcanzaba a otras instituciones de la época, por mucho que fuera otra su función principal: así el Club Alpino Italiano (creado en 1868 como "turinés" y rebautizado en 1867), respuesta nacionalista al predominio británico en esa actividad (el Alpine Club se había fundado en Londres en 1857), implicó al mundo político y cultural piamontés.

## Política urbana en Estados Unidos

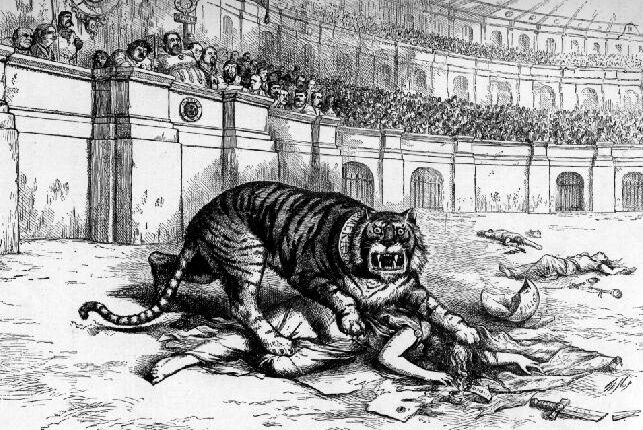
Thomas Nast representó el Tammany Hall como un tigre que devoraba la democracia.

La denominación political club se utiliza en la política urbana de Estados Unidos (urban politics) para denominar a la agrupación política en un barrio (neighborhood) de un partido político concreto (al Primer Sistema de Partidos entre 1792 y 1824 -Federalist vs Democratic-Republican- siguió el Segundo Sistema de Partidos entre 1828 y 1854 -Democratic vs Whig- y los siguientes -Democratic vs Republican-). Tuvieron una presencia destacada a finales del siglo XIX y comienzos del XX, destacadamente en el Tammany Hall de Nueva York, que los adoptó en la edad dorada del fraternalismo (golden age of fraternalism, de las organizaciones llamadas fraternal society o fraternity -organización fraternal o "fraternidad"-) en reacción al fuerte desafío que representaba el United Labor Party en 1886. La actividad de los clubes políticos se identificaba con la cultura de maquinaria política y caudillaje (political machine y political boss), representando también la diferencia entre facciones políticas "regulares" y "reformistas" (regular y reform). Inicialmente se reunían en un tipo de edificio denominado meeting house ("casa de reuniones" -las de cultos religiosos del protestantismo no-conformista, que también se utilizaban para otras-), pero esa costumbre fue declinando a medida que se fue desactivando la actividad política basada en los barrios.